# HD 34587
HD 34587，又名CP-52 683，SAO 233895、HR 1742，是一颗恒星，视星等为6.49，位于銀經259.39，銀緯-35.57，其B1900.0坐标为赤經5h 13m 20.4s，赤緯-52° -35.57′ 33″。